# Lucas Galán
Lucas Galán (nacido el 22 de junio de 1988) es un exfutbolista argentino.

## Carrera

### Guatemala
En el año 2012, fichó con el Deportivo Coatepue, donde marcó 6 goles en 13 partidos.

### Grecia
El 14 de abril de 2013, llegó libre al GS Kallithea y firmó un contrato de un año con el equipo de la segunda división de Grecia. Anotó 9 goles en 26 partidos, entre liga y copa.

### Líbano
En el 2014 se trasladó al Líbano, fichando con el club libanés Salam Zgharta, ubicado en la ciudad de Zgharta, y marcando 20 goles en 28 partidos, y quedando como goleador de la temporada 2014-15. En el 2015, fichó con el club más laureado de la Primera División de Líbano, el Al-Ansar de Beirut.

### Argentina
En febrero del 2017 regresó a su país de origen, ya que llegó al Club Atlético Platense para disputar la segunda ronda de la Primera B (Argentina). Fue pedido por Omar Labruna, el entrenador del equipo Calamar. Fue uno de los dos refuerzos que se podían traer en el parate de verano. Antes de Galán, también había llegado José Vizcarra. Su paso por el "calamar" no fue el mejor y solo disputó un par de minutos, rápidamente retorno al fútbol libanés, donde se retiraría luego de sufrir una lesión de ligamentos cruzados en 2019.

### Distinciones individuales
| Distinción                                                  | Año  |
| ----------------------------------------------------------- | ---- |
| Máximo goleador de la Primera División de Líbano (17 goles) | 2015 |
| Máximo goleador de la Primera División de Líbano (19 goles) | 2016 |